# Convento degli Agostiniani (Tolosa)
Il convento degli Agostiniani (in francese: couvent des Augustins) è un edificio che sorge a Tolosa, in Francia.
Fu dapprima installato fuori dalle mura, vicino alla porta Matabiau, poi trasferito, tra il 1310 e il 1341, all'angolo tra rue du Musée e rue des Arts. Fu abolito nel 1790 e oggi ospita il Museo delle Belle Arti di Tolosa.
L'edificio è un monumento storico francese dal 1840 (per le parti medievali) e dal 1990 per la Scalinata di Darcy.

## Storia
Nel 1269, una comunità di eremitani di Sant'Agostino fu fondata fuori dalla città di Tolosa, vicino alla porta Matabiau, grazie al capitolo dei Canonici Regolari di Saint Sernin (C.R.S.S.A.) che si impegnarono a costruire un convento lì, in cambio di terreni e diritti che i nuovi arrivati concedevano con le donazioni già ricevute. Il quartiere malsano e la vicinanza con il fossato e le mura cittadine imposero l'abbandono della prima sede del convento.

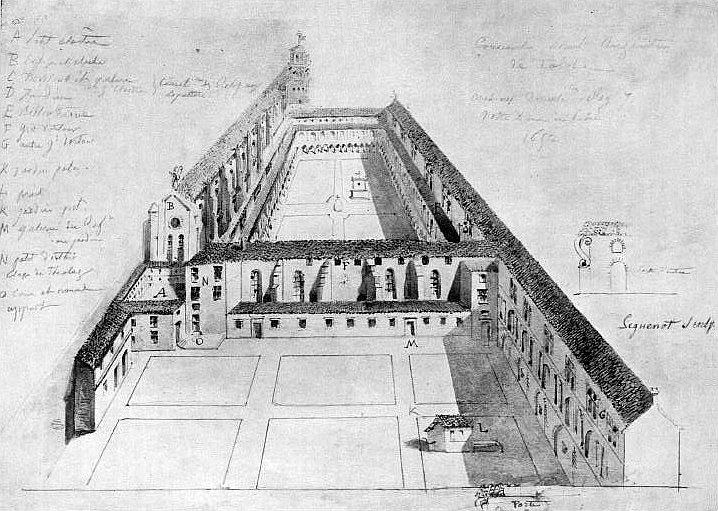
Planimetria del convento.

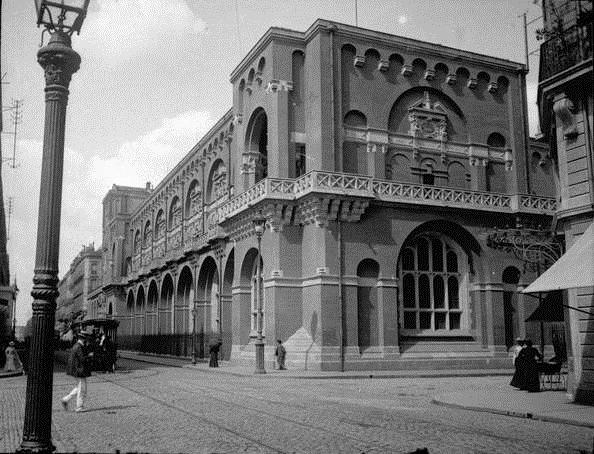
Il convento − ormai museo − nel 1905.

Così, nel 1309/1310, gli eremitani di Sant'Agostino ottennero da papa Clemente V l'autorizzazione a vendere il loro primo convento e ad acquistare il sito attuale per costruire gli edifici conventuali all'interno delle mura della città. I canonici di Saint-Sernin si opposero a questo trasferimento, ma finirono col vendere tre case ai religiosi nel 1326 per 3 500 fiorini in cambio di parte della cera e delle lenzuola ricevuti dagli Agostiniani per ogni sepoltura. Il 28 gennaio 1310 il nuovo convento venne fondato sul territorio della parrocchia di Saint-Étienne. I lavori proseguirono fino al 1341.
La chiesa venne poi completamente eretta e ricevette una decorazione pittorica simile a quanto si trovava in Spagna settentrionale nella prima metà del XIV secolo e miniature prodotte nell'ambiente regio all'epoca di Filippo il Bello. Il campanile è a pianta quadrata e vicino al coro. La costruzione della parte orientale del chiostro iniziò nel 1341. Le altre tre parti non vennero toccate fino al 1396 dallo scalpellino Jean Maurin. Poi, 90 anni dopo, nel 1396, il chiostro fu completato.
Il 7 maggio 1463, un incendio divampò, distruggendo il convento. Per riparare il danno, gli agostiniani ridussero la superficie della struttura. I lavori furono poi eseguiti rapidamente e la nuova consacrazione dell'edificio fu celebrata il 30 giugno 1504. Nel 1550, durante un forte temporale, un fulmine colpì il campanile che perse due piani, che non vennero mai più ricostruiti per via delle difficoltà finanziarie nelle quali versava il convento. Infatti, anche se il convento ospitò fino a duecento monaci nei secoli XIV e XV, rapidamente questo numero diminuì, e furono solo centoquaranta nel 1518, sessanta nel 1649 e trentuno nel 1680, per ridursi a pochi al tempo della Rivoluzione. Inoltre, nel 1542, il convento fu saccheggiato, perdendo libri e archivi della biblioteca, vennero rubati gli oggetti liturgici e arredi preziosi.
Con il decreto del 2 novembre 1789, il convento divenne proprietà nazionale e venne dismesso non appena gli ordini monastici furono aboliti nel 1790. È destinato ad ospitare il Museo d'Arte di Tolosa a partire dal 27 agosto 1795 (10 fruttidoro III) con il nome di "Museo provvisorio".